# May J.
May Hashimoto (橋本 芽生, Hashimoto Mei) mais conhecida por seu nome artístico May J., é uma cantora de R&B e Pop, de Yokohama no Japão. Nascida de pai japonês e mãe de origem iraniana e russa, May J. realizou sua estreia como cantora através da Sony Music Japan em 12 de julho de 2006, com seu primeiro EP All My Girls.

## Biografia

### Início e primeiros trabalhos
Nascida em 20 de junho de 1988, May Hashimoto adicionou a letra "J" em seu nome artístico, devido ao popular nome feminino árabe e persa: "Jamileh" (persa: جمیله‎‎), que significa linda. Ela sabe falar quatro línguas, incluindo japonês, persa, inglês e espanhol.
Sua mãe de origem iraniana, recusou-se a reconhecer suas raízes persas, devido à percepção negativa a iranianos no Japão, e May J. cresceu sem autorização de falar a língua persa. Ela só descobriu sua verdadeira identidade ao ouvir uma conversa de sua mãe e avó.  Durante seus anos como estudante no ensino médio, ela começou a ouvir os cantores iranianos Googoosh e Afshin, este fato a fez declarar mais tarde que gostaria de estrear no Irã.
Aos 14 anos, May J. foi bem sucedida em uma audição realizada pela Sony Music Japan, assinando com a gravadora logo em seguida. Enquanto esperava fazer sua estreia como cantora solo, ela realizou outros trabalhos, como ser dançarina no concerto japonês do cantor estadunidense Aaron Carter, e participar da canção "Luyva: Another Episod" de Sphere of Influence, creditada apenas como May. Ela passou sua infância como fã das cantoras estadunidenses Christina Aguilera e Whitney Houston, quando a passou a admirar a cantora canadense Avril Lavigne, vencendo um concurso da emissora MTV relacionado a cantora. May J. começou a ouvir R&B, enquanto ainda era uma estudante, ela se formou em 2007, após um período de equilíbrio entre seus estudos e sua carreira como cantora.

## Carreira

### 2006–2009: Estreia e desenvolvimento
May J. estreou oficialmente através de seu EP All My Girls, lançado em 12 de julho de 2006, pela Neosite Discs, uma divisão de Hip hop da Ki/oon Records, subsidiária da Sony Music Japan. All My Girls foi anunciado como pertencente ao "estilo de música de Jennifer Lopez e Beyonce que nunca existiu antes no Japão". Em 4 de outubro de 2006, a fim de celebrar o aniversário de dez anos da Neosite Discs, a cantora juntamente com outros cinco artistas da gravadora, lançaram o single colaborativo "I Say Yeah!". Esta canção marcou a primeira vez que May J. figurou no top 10 da parada da Oricon. Em novembro do mesmo ano, ela foi o ato de abertura do concerto da cantora de R&B estadunidense Cassie em Shibuya. Posteriormente, em 20 de dezembro, lançou seu primeiro single solo intitulado "Here We Go", que posicionou-se em número setenta na parada semanal da Oricon.
Seu próximo single, "Dear..." foi lançado em 30 de maio de 2007 e distanciou-se da maioria de suas canções anteriores. A faixa do gênero balada, alcançou a posição de número noventa na parada da Oricon. A cantora foi destaque no álbum do rapper Zeebra, através da canção "Shinin 'Like a Diamond". Em outubro do mesmo ano, foi anunciado que ela iria lançar seu terceiro single de nome "Do tha 'Do tha'" em 21 de novembro, seguido de seu primeiro álbum de estúdio completo, Baby Girl em 5 de dezembro.
Em outubro de 2008, May J. tornou-se co-apresentadora ao lado de Shanti Snyder, do programa de música semanal do canal NHK, o J-Melo, apresentado em língua inglesa. Em março de 2010, se tornou a única apresentadora onde permanece desde então.

### 2009–presente: continuação na música e proeminência
Em 6 de março de 2009, a gravadora Rhythm Zone subsidiária da Avex Group, realizou a abertura do novo website oficial de May J., confirmando que a mesma havia deixado a Sony Music Japan, para juntar-se a eles. Em 27 de maio, seu segundo álbum de estúdio, Family,  foi lançado ocupando a posição de número quatro na parada semanal da Oricon. For You, foi o terceiro álbum de estúdio de May J., lançado em 17 de fevereiro de 2010. Mais tarde, ela realizou sua primeira turnê solo, se apresentando em quarenta concertos, que encerrou-se em 23 de maio de 2010, no Shibuya-Ax. Em novembro do mesmo ano, ela lançou seu segundo EP intitulado Believin...  como um prelúdio de seu quarto álbum Colors, lançado em 26 de janeiro de 2011.
Em 2012, May J. lançou os álbuns  Secret Diary em janeiro, e Brave em dezembro, este último contém a canção "Back to Your Heart", uma colaboração entre ela e o cantor canadense Daniel Powter. Em fevereiro de 2013, a cantora lançou seu primeiro álbum de maiores sucessos, May J. BEST -7 Years Collection, que alcançou a posição de número treze na parada semanal da Oricon. Em junho do mesmo ano, ela lançou seu primeiro álbum de covers, intitulado Summer Ballad Covers, contendo regravações de canções japonesas, com ele May J. alcançou a posição de número quatro na referida parada. Em 2014, May J. gravou a canção "Let It Go", tema principal do filme Frozen da Disney, para seu lançamento japonês. A canção conquistou a posição de número sete na parada Japan Hot 100 da Billboard e fez parte de seu segundo álbum cover Heartful Song Covers, lançado em março, que incluiu também a participação do cantor sul-coreano V.I do BIGBANG. Este álbum tornou-se o melhor posicionado da cantora na parada da Oricon, onde alcançou o número dois. Seu próximo álbum de estúdio, Imperfection, lançado em 1 de outubro de 2014, alcançou a posição de número três na parada da Oricon. Posteriormente, May J. lançou mais um álbum de melhores sucesso, "May J. W BEST -Original & Covers-" (2015), e dois álbuns covers: May J. sings Disney (2015) e Sweet Song Covers (2016) como parte de sua discografia.

## Discografia
| Álbuns de estúdio - Baby Girl (2007) - Family (2009) - For You (2010) - Colors (2011) - Secret Diary (2012) - Brave (2012) - Imperfection (2014) | Extended plays (EPs) - All My Girls (2006) - Believin'... (2010) - Love Ballad (2013) | Outros álbuns - May J. BEST -7 Years Collection- (2013) - Summer Ballad Covers (2013) - Heartful Song Covers (2014) - May J. W BEST -Original & Covers- (2015) - May J. sings Disney (2015) - Sweet Song Covers (2016) |